# Bruce (Dakota del Sud)
Bruce és un poble ubicat al comtat de Brookings a l'estat de Dakota del Sud, Estats Units d'Amèrica, d'uns 272 habitants i amb una densitat de poc més de 302 per km².

## Geografia
Bruce té una superfície de 0,9 km². El Riu Big Sioux passa al llarg de Bruce.